# 劉應奇
劉應奇（？—1608年），字澹如，號蒲亭，河南開封府中牟县軍籍，明朝政治人物。

## 生平
祥符县人，中牟籍。萬曆二十五年（1597年）丁酉科河南鄉試舉人，二十六年（1598年）戊戌科進士，都察院觀政，知山西阳城县，清慎谦和，毫不苟取，历六载，囊橐萧然。萬曆三十四年（1606年）升吏部主事，去日民攀留者数万人，立祠祀之。三十五年官至吏部稽勋司员外郎，次年养病，卒。